# Agaleptus zimbabweanus
Agaleptus zimbabweanus là một loài bọ cánh cứng trong họ Cerambycidae.